# Учасники Української революції 1917–21 років, уродженці Полтавщині
Учасники Української революції 1917-1921, що народилися на Полтавщині

## Члени першого Українського уряду – Генерального Секретаріату
- Мартос Борис Миколайович
- Петлюра Симон Васильович
- Стешенко Іван Матвійович

## Старшини армії Української Народної Республіки
- Білинський Михайло Іванович (Бєлінський)
- Голуб Андрій
- Горліс-Горський Юрій
- Дяченко Петро Гаврилович
- Дяченко Віктор Гаврилович
- Крат Михайло Миколайович
- Лазуренко Степан Савич
- Марченко Тимофій Митрофанович
- Мєшковський Євген Васильович
- Омельченко Тиміш Петрович
- Петлюра Олександр Васильович
- Тютюнник Василь Никифорович
- Чабанівський Василь Федорович
- Чайковський Анатолій Олександрович
- Чеботарів Микола Юхимович
- Чижевський Григорій Павлович
- Шаруда Олександр
- Шестопал Ларіон Петрович
- Шпилинський Олександр Опанасович
- Яновський Микола Львович
- Янченко Володимир Ананійович

## Отамани повстанських загонів
- Біленький Іван
- Вовк Володимир Васильович
- Гресь Володимир Васильович («Гонта»)
- Коваль Олександр Іванович
- Крупський Іван Прокопович
- Куреда Гаврило Тарасович («Чорний»)
- Левченко Андрій Іванович
- Мандик Максим
- Новохацький Петро Іванович («Шуба»)
- Пищалка Дмитро Федорович
- Савченко Іван Григорович («Нагірний»)
- Христовий Леонтій Остапович
- Чаплін Костянтин Дмитрович («Чорнота»)

## Політичні, громадські і культурні діячі
- Гаврилко Михайло Омелянович
- Грудницький Олександр Григорович (Олесь, Олелько)
- Дорошенко Володимир Вікторович
- Жук Андрій Ількович
- Заливчий Андрій Іванович
- Коваленко Григорій Олексійович (Грицько)
- Косач Олена Петрівна (Олена Пчілка)
- Крат Павло Георгійович
- Леонтович Володимир Миколайович
- Лівицький Андрій Миколайович
- Міхновський Микола Іванович
- О’Коннор-Вілінська Валерія Олександрівна
- Островський Олександр Павлович (Олелько)
- Порш Микола Володимирович
- Рудичів Іван Опанасович
- Сірик Лук’ян Григорович
- Степаненко Олександр Федорович
- Стенька Яків Миколайович
- Токаревський Михайло Дмитрович
- Чижевський Павло Іванович
- Шемет Володимир Михайлович
- Шемет Сергій Михайлович
- Шемет Микола Михайлович